# Adventure Quest
Adventure Quest ou AQ é um jogo eletrônico online de computador no estilo RPG com gráficos de anime. O jogo se passa no mundo de L.O.R.E. (Land of Rising Evil).
O jogador começa na cidade de Battleon, onde pode escolher o equipamento inicial de três classes diferentes: Fighter (Lutador), Rogue (Mercenário) ou Mage (Mago). Quando está na cidade de Battleon pode-se usar o botão "Battle Monsters" para ganhar ouro e experiência enfrentando monstros e por conseguinte ganhar níveis. Também pode-se visitar o "Inn" para comprar equipamento e falar com alguns personagens. Pode-se visitar outros locais clicando no botão "Travel Map", onde aparecerá um mapa no qual pode viajar para outros destinos para fazer quests (missões). Mas para alguns locais o personagem deve ter um certo nível ou ser Guardian (uma espécie de conta paga do AQ).
O servidor normal suporta somente 12.500 pessoas enquanto o de DragonFable é ilimitado. Ambos os jogos fazem muitas referências a mangás, animes e filmes, como o personagem Lugosi (encontrado na loja de armas da cidade de Ammytivale em Dragon Fable) que é uma referência ao ator Bela Lugosi, famoso por interpretar o famoso Conde Drácula nas telas do cinema na década de 30. A arma Hellsinger (uma pistola com dano de fogo) causa maior dano em vampiros por ser uma referência ao mangá e anime Hellsing.

## Registro
O jogo é Free-to-Play, bastando se registrar para jogar, sendo necessário ter treze anos ou mais para aceitar os termos de uso. Além do modo gratuito, há o Pay-to-Play, em que se paga para ter uma conta premium que dá acesso a áreas, lojas e equipamentos específicos restritos. Uma conta premium pode ser "Guardian" custa USD 19,95 dolares, e caso queira ser X-Guardian (Versão do Guardian, porem pode carregar ate 35 potions e ganha 10% a mais de exp por batalha) custa 5,00 dólares a mais mas caso já tenha um personagem-Guardian custará 9,95 dólares.
Depois de aceitar os termos, resta escolher um nome para o jogador, uma senha e criar a sua personagem, mas em qualquer altura do jogo em que queira mudar a aparência de seu personagem, se pode falar com o Warlic no Mage Shop e por 20 Gold (moeda do AQ) mudar sua aparência.

## Jogabilidade
Adventure Quest tem uma jogabilidade um tanto quanto limitada, pois seus gráficos são 2D, e suas batalhas são feitas em turnos.
Apesar disso, possui muitas outras áreas além de Battleon, acessíveis através do botão Travel Map.
O que diferencia AQ de outros jogos de página é o seu sistema de equipamentos, armas, pets e quests, que altera a batalha no decorrer do tempo.

## Elementos
O mundo de L.O.R.E tem 8 elementos como base de existência, cada elemento tem seu oposto.
- Darkness (escuridão) e seu oposto Light (luz).
- Water (água) e seu oposto Energy (energia).
- Fire (fogo) e seu oposto Ice (gelo).
- Earth (terra) e seu oposto Wind (vento).

Cada equipamento, magia, e pet/guest possui um elemento, e equipamentos defensivos de um elemento reduzem o dano recebido de ataques daquele elemento.
Tipos de ataque:
- Melee (Corpo-a-corpo) - tipo de ataque próximo que predomina nas armas como espadas, machados, martelos etc…
- Ranged (Distância) - tipo de ataque em que o personagem não se aproxima do inimigo, sendo que as armas que possuem este tipo de ataque são Bows (arcos), Spears (lanças), dentre outros.
- Magic (Magia) - tipo de ataque que envolve magia e que predomina nos feitiços e em armas magicas como Staffs (Bastões), Wands (Varinhas) e Rods (Cetros).

Atributos:
Existem seis atributos que desempenham um papel diferente no seu personagem:
- Strength (Força) - geralmente apresentada como "STR", a força aumenta o poder dos "Melee", e também aumenta a precisão de tais ataques.
- Dexterity (Destreza) - geralmente apresentada como "DEX", a destreza aumenta o poder dos ataques Ranged e a chance de bloquear os ataques.
- Intellect (Intelecto) - geralmente apresentado como "INT", o intelecto aumenta o poder e a precisão dos ataques "Magic" e também aumenta a máxima capacidade de mana do jogador.
- Endurance (Resistência) - geralmente apresentada como "END", a resistência aumenta a máxima capacidade dos pontos de vida do personagem.
- Charisma (Carisma) - geralmente apresentado como "CHA", o carisma aumenta o poder, a precisão e a frequência dos ataques dos seus Pets e guests.
- Luck (Sorte) - geralmente apresentada como "LUK", a sorte define quem ataca primeiro numa luta, a precisão de todo o tipo de ataques e a frequência com que você encontra um tesouro.

Raças e sub-raças
Todo jogador tem seu personagem humano. Porém no decorrer do jogo, ele pode se aliar a uma sub-raça, vampiro, lobisomem ou Werepyre, sendo que a última raça só é acessível para Guardians, essas sub raças são úteis no início do jogo, pois equipando a vestimenta da sub-raça, é possível usar suas habilidades especiais que garantem um ataque especial e/ou cura que é ativado de forma aleatória, é possível aumentar as chances das habilidades serem ativadas completando as quests que podem ser iniciadas no líder da sub-raça. A sub-raça Werepyre reúne os poderes de vampiros e lobisomens em uma só. É possível mudar de sub-raça completando uma quest do jogo.
Clã
Cada personagem, ao completar o nível dez, pode viajar até a ilha de Paxia e juntar-se a um clã. Existem oito clãs, um para cada elemento do jogo: Igneus (fogo), Aerodu (Vento), Geoto (terra), Nautica (água), Lucian (luz), Nocturu (Escuridão),  Dynami (energia) e Glacius (gelo).

### Classes
No Adventure Quest o jogador pode fazer missões para aprender uma classe. Existem as classes primárias (básicas), secundárias, terciárias e especialiazadas. Para aprender as técnicas de classes superior é preciso ter pelo menos o nível cinco nas inferiores. Seguem-se as seguintes classes:
Primárias
- Fighter: Especializada em ataques corpo-a-corpo.
- Mage: Consiste em apenas usar magias dos oito elementos do jogo para atacar os seus inimigos, mas é uma porta para várias classes superiores que utilizam magia.
- Rogue: Utiliza ataques do tipo "ranged".
- Scholar: Esta classe estuda os inimigos e ainda não se sabe que classes vai ajudar no desenvolvimento.
- Crouching Frogzard: Esta classe é necessária para aprender classes superiores de artes marciais.

Secundárias
- Knight: Classe média que usa principalmente ataques corpo-a-corpo.
- Wizard: Classe especializada em magias
- Pirate: Esta classe tem ataques relacionados com piratas, desde "limpar" monstros usando uma vassoura até invocar monstros marinhos.
- Beastmaster: Classe média, esta classe especializada em animais e tem técnicas desde invocar animais até libertar o monstro em si.

Terciárias
- Paladin: Classe que se especializa em lutar contra as trevas.
- Necromancer: Classe que se especializa em invocar os mortos, e tem ataques desvastadores.
- Berserker: Classe que usa a sua fúria para fazer ataques desvastadores.
- ArchMage: Esta classe ainda não foi decretada oficial, mas foi anunciada no "Zardian"(Jornal de Battleon) e prevê-se que vai ser uma classe de magic/melee muito forte.

Classes especializadas
- Dragon Slayer: Classe especializada em matar dragões com muitos ataques com vantagem contra eles. Ao contrário da classe Vampire Slayer, ela também é muito útil contra monstros normais, sendo que alguns de seus ataques dão 2.0 de bônus (seja para acertar ou causar dano, dependendo da skill) dará 1.5 de bônus em monstros normais.
- Dracomancer: Classe relacionada a dragões. Tem poderes fortes mas destaca-se a habilidade final em que se pode transformar em meio-dragão.
- Vampire Slayer: Classe especializada em matar vampiros, mortos-vivos e lobisomens com ataques que tem vantagem apenas contra esses tipos de monstro,é o tipo de classe que não se costuma usar muito, mas ter a armadura no inventário pode vir a ser útil algum dia.
- Ninja: Costumava ser uma das classe mais populares do jogo,embora agora já esteja superada pelas mais novas. Apresenta uma ótima defesa contra Darkness. Essa classe tem cinco técnicas para não Guardians, a melhor é uma que aparecem duas espadas nas suas mãos.

### Builds
Como em Adventure Quest os status podem ser treinados e "destreinados" a vontade (ou seja, pode-se distribuir os pontos da maneira que você quiser, podendo corrigir erros) criaram-se os "builds" para facilitar a vida de muitos jogadores.
Os builds são ideias prontas de como distribuir os pontos.

### Z-Tokens
Z-Tokens são moedas especiais que se usam para comprar equipamento superior e casas. Esta moeda é obtida por vencendo batalhas (raramente aparecem), ou por compra no site oficial. Para comprar com os Z-Tokens fale com a Valencia que está na frente do INN.

## Enredo
Adventure Quest, apesar de ter uma jogabilidade não linear em que os jogadores têm a liberdade de embarcarem nas aventuras que quiserem, possui um enredo que é contado por inúmeras quests, desde a Epic Quest até uma pequena guerra que pode estar sendo realizada agora.
Conta-se que uma entidade chamada Devourer (devorador) está vindo para absorver a energia elementar do mundo de L.O.R.E, e para isso ele infiltrou agentes do caos que irão fazer os preparativos para a chegada desse ser maligno.
Os protagonistas devem então lutar para impedir, ou até mesmo destruir este ente.

### Personagens
Como todo jogo de RPG, Adventure Quest tem vários personagens controlados pelo Server. Segue a lista de alguns deles:
- Warlic: Arquimago lendário, dizem que certa vez fez um chuva de meteoros que dizimou uma enorme horda de mortos-vivos;
- Artix von Krieger: O personagem é o líder da ordem dos paladinos,os guerreiros sagrados que usam os poderes da luz para combater Magos do mal e seres malignos.
- Vampire Slayer E: Líder dos caçadores-de-vampiro, uma espécie de paródia/tributo ao filme de animação japonês Vampire Hunter D;
- Galanoth: Líder dos caçadores-de-dragões, na infância viu sua aldeia natal ser destruída por um maligno dragão de fogo , e jurou vingança, assim fundando a Ordem dos Caçadores-de-Dragões;
- Valencia: Caçadora de tesouros e itens raros.
- Yulgar: Ferreiro e dono da taverna inicial;
- Aria: Abriu uma loja de animais de estimação que serão muito úteis ao jogador;
- Sage Uldor: um bondoso vidente cego.
- Zorbak:Um moglin das trevas que cria situações de humor hilariantes com sua maldade e desejo de transformar a todos em mortos-vivos;
- Safiria: A rainha de todos os vampiros. Seu inimigo mortal é o Rei-Lobisomem.no final para derrotar nightbane,para a infelicidade dela ela teve que lutar ao lado dele
- Twilly: Simpático moglin da floresta, famoso por sua grande habilidade de cura;
- BlackHawke: guerreiro com grande força física.e treinador da evolução da classe fighter,que é fighter lv 2
- Jackel Sano: Treinador da classe Wizard.
- The-Galin: É o devorador de mundos de outras dimensões.Alguns fatos comprovam que Shelly e Huntress podem ser ele ou ela.
- Wolfwing: Metade vampiro, metade lobisomem,um dos inimigos mais poderosos do jogo. Ele acaba entrando para o lado dos heróis após sua vergonhosa derrota para seu filho, Nightbane.
- Nightbane: Superou o poder de seu mestre depois de ter bebido o sangue de milhares de dragões. Se juntou às forças do caos.
- Drakath: Um dos mais misteriosos(e antigos)vilões do jogo. Originalmente era um poderoso dragão das trevas, mas depois de derrota-lo em uma quest Guardian, ele foi ressuscitado por um misterioso necromancer, se tornando um dragão morto vivo. Derrotado de novo,agora não se sabe o seu verdadeiro estado de ser.Suas origens são explicadas em Dragon Fable, aonde é dito que ele era filho de um grande tirano tirado do poder, então ele se tornou um bandido e passou a trabalhar para o sinistro Sepulchure , desejando derrubar o atual rei e dominar Battleon(que em DragonFable é FalconReach). no final(que só ocorre em aq worlds)ele se trona um campeão do caos,tendo poderes inimagináveis como destruir um esqueleto apenas com um olhar,na forma de guerreiro do caos ele mata sepulchure e envenena o rei,ele nesta terrível forma ele causa mais destruição que o próprio Sepulchure, podendo passar seus poderes a qualquer mago transformando-o em um lord of chaos (senhor do caos)e além de poder destruir qualquer coisa que ele quiser, seu último feito maligno foi lançar dois asteroides a Battleon, não se sabe ainda o que este personagem pode fazer mais do que isso.
- Falerin: Este personagem é realmente importante nesta saga. Inicialmente acreditava-se que ele era um historiador, mas foi revelado que ele veio de outro planeta chamado Caelestia para impedir as ações do The Galin.
- Gallerin: Aprendiz de Falerin e um dos melhores parceiros que há, pois sua espada copia o elemento da arma que você usa.
- Aquella: Elfa aquática que conhece o Grande Oceano muito bem e possui um poder telepático para se comunicar com criaturas marinhas. Seu irmão fez um pacto com o Lord Elemental da água e se tornou o temido Sea Fiend(demônio do mar)para proteger os oceanos,mas acabou se tornando um vilão.